# Stormningen av Dünamünde
Stormningen av Dünamünde ägde rum den 27 juli 1608 under det andra polska kriget. 
Dünamünde var det första målet för de svenska trupperna under 1608 års fälttåg, på grund av sitt läge nära Riga (som idag är en förort) och det faktum att det skulle kunna användas för att blockera staden från havet. När en svensk armé på 8 000 soldater under befäl av Joachim Fredrik von Mansfeld närmade sig fästningen valde Franciszek Białłozor, den polske befälhavare för den 130 manstarka garnisonen (med 40 kanoner) som saknade proviant och hjälptrupper, att kapitulera. Svenskarna erövrade Daugavgriva den 5 augusti 1608.
Polackerna kom att återta fästningen ett år senare i slaget vid Dünamünde.